# ТВН-1
ТВН-1 «Угол» или «Месяц» — советский монокулярный инфракрасный прибор ночного видения, разработанный для механиков-водителей танков Т-54А, Т-10А и др. в КБ Загорского оптико-механического завода. Был принят на вооружение армии СССР в 1951 году, с 1956 года введён в штатный комплект тяжёлого танка ИС-3.

## Применение
Возможно использование ТВН-1 в комбинации со штатной танковой фарой ФГ-10 с установленным на неё инфракрасным светофильтром. Среди недостатков ТВН-1 отмечают ограниченное поля зрения по горизонту (30°), что усложняет вхождение в повороты.

## История создания
Первая оценка возможностей оборудования тяжёлых танков Т-10 («Объект 730») комплектами инфракрасных приборов была осуществлена на полигоне НИИИ БТ в сентябре-декабре 1953 года. Для этого на машине были установлены прибор механика-водителя ТВН-1, прибор командира танка «Узор» и ночной прицел наводчика «Луна».
К 1954 году на Челябинском Кировском заводе (ЧКЗ) была закончена разработка установочного комплекта прибора ТВН-1 для размещения его в штатном гнезде для дневного смотрового прибора ТПВ-51.
В период с 15 июня по 26 июля 1955 года были проведены заводские эксплуатационные испытания танка Т-10 на различных режимах движения ночью. По результатам было отмечено, что ТВН-1 обеспечивает полную светомаскировку в тёмное время суток. В благоприятных метрологических условиях также обеспечивалось маневрирование танка Т-10 в условиях ограниченных пространств (мостов и железнодорожных переездов).
Тем не менее, вертикальные колебания танка при движении с одной включённой фарой ФГ-10 (мощность 40 Вт, удаление светового пятна 30-35 м) вели к потере видимости в силу недостаточных углов обзора, что накладывало ограничения на среднюю скорость движения 15 км/ч. Установка дополнительной фары с удалением светового пятна 10-15 метров позволило увеличить среднюю скорость движения до 22 км/ч.